# EZL
EZL（イズル、朝: 이즐） とは、大韓民国のEZL Corporationが発行する乗車カード（ICカード乗車券）および電子マネーである。乗車カードはEZLカード（イズルカード）ともよぶ。2023年に改称するまでは、Cashbee（キャッシュビー）の名称であった。

## 概要
交通カード（乗車カード）としては韓国国内で広い地域の電車、地下鉄、バス等で使用する事ができる。中でも、釜山広域市やその周辺地域で特に普及している。高速道路のハイパスに対応するカードもある。
運営会社はEZL Corporation、韓国名で이동의즐거움（イドンエチュルゴウムまたはイドンエズルゴウム、日本語訳で「移動の楽しさ」）であり、イズル（이즐）とはこれを略したものである。
2010年12月にロッテグループのイービーカード（当時）が、ロッテグループで利用できるNFC対応プリペイド式電子マネーとしてCashbeeを開始。2012年4月からcashbeeカードに、釜山・慶尚南道などで利用されていたマイビカードとハナロカードを統合した。その後にサービス運営会社の変更、統合などを経て、2023年12月に現在のEZLに名称変更した。
なお、Cashbee時代の2013年12月に日本のNTTドコモが、2014年3月にはauを扱うKDDIが、6月にソフトバンクがモバイルcashbeeアプリの提供を開始したが、2018年3月に終了した。

## 歴史
- 2010年12月20日 - イービーカードが、イービーカードに代わる電子マネーとしてcashbeeを開始。
- 2011年
  - 1月1日 - 慶尚北道亀尾市、金泉市の市内バスで利用開始。
  - 3月10日 - 江原道春川市の市内バスで利用開始。
  - 4月1日 - 忠清北道の市内バスで利用開始。
  - 5月21日 - 慶尚南道梁山市の市内バスで利用開始。
  - 5月25日 - KT用モバイルcashbee開始。
  - 8月16日 - 大邱都市鉄道、大邱広域市と慶尚北道慶山市の市内バスで利用開始。
  - 9月16日 - 釜山-金海軽電鉄の開業と同時に利用開始（チャージ含む）。
  - 10月1日 - 江原道旌善郡、平昌郡、洪川郡農漁村バスで利用開始。
  - 11月1日 - 江原道原州市（横城郡含む）の市内バスで利用開始。
  - 12月 - セブンイレブン、ロッテリア（ナトゥル含む）、エンジェル・イン・アス・コーヒー、ロッテシネマ、クリスピー・クリーム・ドーナツ、ロッテスーパー、ロッテワールド、ロッテマートで使用可能に。
- 2012年
  - 2月10日 - 慶尚南道金海市の市内バスで利用開始。
  - 3月1日 - 慶尚南道晋州市の市内バスで利用開始。
  - 4月1日 - 東南圏の交通カードである既存のマイビカードとハナロカードを廃止。cashbeeシステム適用の新型マイビカード・ハナロカードを発行。
  - 6月25日 - 全羅南道珍島郡農漁村バスで利用開始。
  - 7月1日 - 江原道寧越郡農漁村バスで利用開始。
  - 7月16日 - SKテレコム用モバイルcashbee開始。
  - 8月1日 - 全羅南道高興郡農漁村バスで利用開始。
  - 10月1日 - 江原道束草市の市内バス、高城郡、襄陽郡の農漁村バスで利用開始。
- 2013年
  - 2月1日 - 江原道鐵原郡農漁村バスで利用開始。
  - 7月1日 - 江原道楊口郡農漁村バスで利用開始。
  - 7月19日 - 光州都市鉄道、光州広域市の市内バスで利用開始。
  - 11月1日 - 慶尚北道尚州市、聞慶市、栄州市の市内バス、醴泉郡農漁村バスで利用開始。
  - 12月1日 - 慶尚南道宜寧郡農漁村バスで利用開始。
  - 12月18日 - 日本のNTTドコモ用モバイルcashbee開始[4]。
  - 12月24日 - 国土交通部が推進する全国交通カード互換政策（One card, All pass）により、全国互換cashbee、cashbeeハイパス発売。釜山駅で開通式。
- 2014年
  - 1月1日 - 江原道華川郡農漁村バスで利用開始。
  - 1月6日 - 全羅南道求礼郡農漁村バスで利用開始。
  - 3月1日 - LGユープラス用モバイルcashbee開始。江原道麟蹄郡農漁村バスで利用開始。
  - 3月26日 - 日本のau用モバイルcashbee開始[6]。
  - 6月26日 - 日本のソフトバンク用モバイルcashbee開始[7]。
  - 12月24日 - 全国互換認証型新型cashbee、cashbeeハイパス発売。
- 2015年
  - 1月2日 - 全国互換新型でないcashbeeも韓国道路公社の高速道路で支払い可能に。
  - 3月1日 - 慶尚南道永川市農漁村バスで利用開始。
- 2016年
  - 4月 - CU cashbeeの全国互換認証型発売。
  - 10月19日 - 公衆電話で使用可能に[9]。
- 2018年5月31日 - 大田都市鉄道、大田広域市の市内バスで利用開始（全国互換認証型のみ。モバイル・既存カードは2019年5月31日から）。
- 2020年 - 運営会社名をロカモビリティに変更。
- 2023年12月5日 - 運営会社名をEZL Corporation（イドンエチュルゴウム）に変更したことに伴い、既存のCashbeeとロカMカードを統合しEZLカードに名称変更。モバイルCashbeeはモバイルEZLに変更。

## 購入とチャージ方法

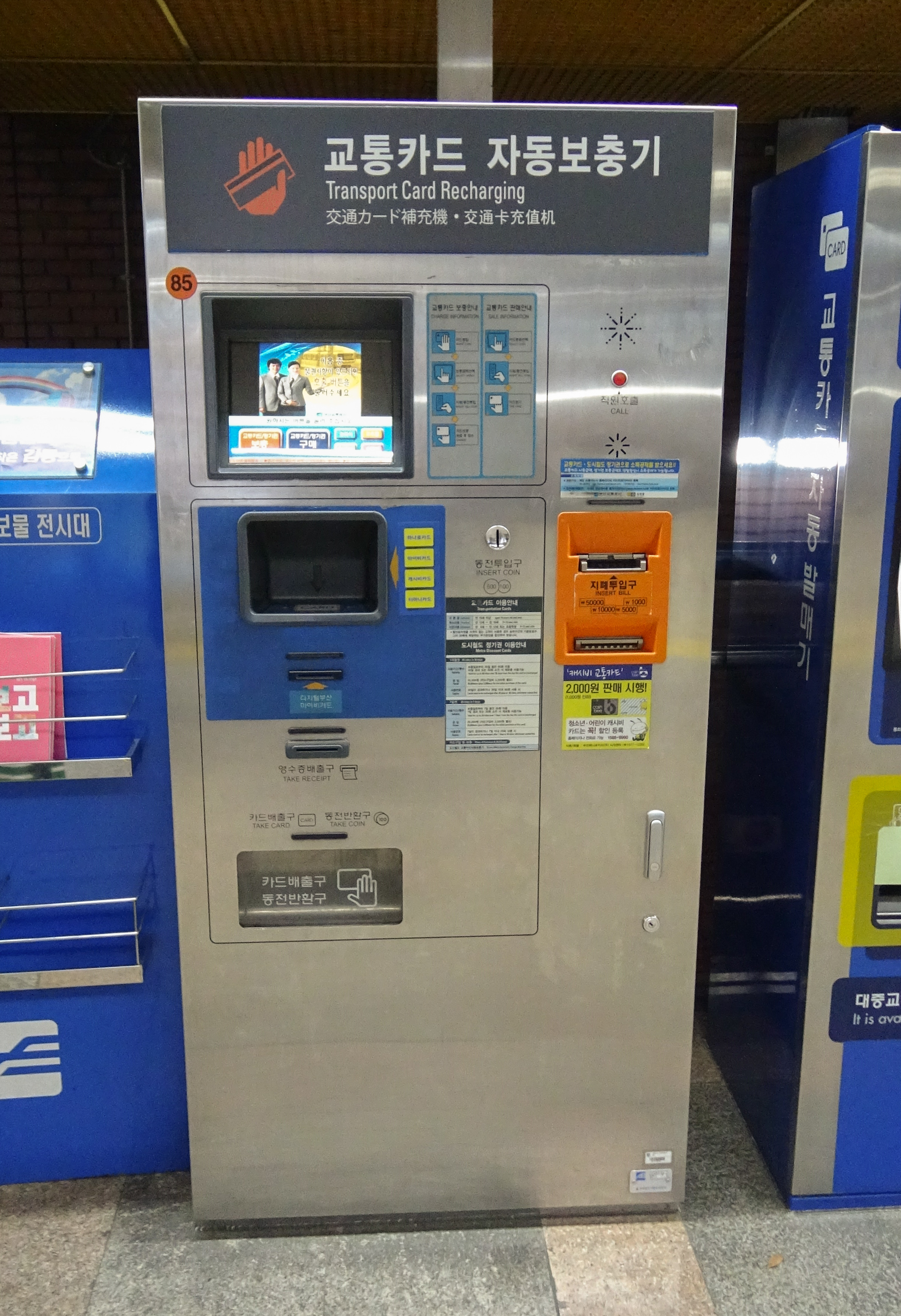
カード販売・チャージ機（釜山交通公社1号線釜山駅駅）

釜山地下鉄駅構内、韓国国内の加盟コンビニエンスストア、街頭販売店で販売されている。1枚3,000ウォンだが、これは本体の代金であるため購入後にチャージする必要がある。
チャージできる場所はソウル首都圏・釜山地下鉄・釜山-金海軽電鉄空港駅の駅構内、「cashbee」のマークがあるコンビニエンスストア・該当販売店の他、一部銀行のATMなど。チャージ可能な金額は1回1,000ウォンから90,000ウォンまで、合計500,000ウォンまでチャージ可能。
駅構内では一般用、青少年用カードを購入でき、子供用は販売していない。青少年、子供用カードの場合、カード購入後10日以内に登録手続きをしないと、割引運賃が適用されない。登録手続き場所はcashbeeのウェブサイトまたはCU、セブンイレブン、GS25の各店舗。

## 導入事業者・加盟店

### 交通機関
- 釜山都市鉄道
  - 釜山交通公社（釜山地下鉄）
  - 釜山-金海軽電鉄
  - 韓国鉄道公社（東海線）
- 首都圏電鉄
  - ソウル交通公社（ソウル地下鉄1-8号線）
  - ソウル市メトロ9号線
  - ソウル軽電鉄牛耳新設線
  - 仁川交通公社（仁川地下鉄）
  - 仁川国際空港鉄道
  - 韓国鉄道公社（広域電鉄、水仁線、京春線、盆唐線）
  - 国家鉄道公団（新盆唐線）
  - 龍仁軽電鉄
- 大田都市鉄道（太田地下鉄）
- 大邱都市鉄道（大邱地下鉄）
- 光州都市鉄道（光州地下鉄）
- 議政府軽電鉄
- 路線バス
  - ソウル特別市
  - 仁川広域市
  - 大田広域市
  - 大邱広域市
  - 釜山広域市
  - 蔚山広域市
  - 光州広域市
  - 世宗特別自治市
  - 京畿道
  - 忠清北道
  - 忠清南道
  - 全羅北道
  - 全羅南道
  - 慶尚北道（一部地域除く）
  - 慶尚南道（一部地域除く）
  - 江原特別自治道
  - 済州特別自治道
- 空港リムジンバス
- 釜山港有料シャトルバス
- タクシー

### 加盟店舗
- コンビニエンスストア
  - セブンイレブン
  - CU
  - GS25
  - ミニストップ
  - バイ・ザ・ウェイ
  - ストーリーウェイ
- 飲食店
  - エンジェル・イン・アス・コーヒー
  - クリスピー・クリーム・ドーナツ
  - ナトゥル
  - ダンキンドーナツ
  - バスキン・ロビンス
  - カフェパスクッチ
  - ジャンバ・ジュース
  - ピジュン
  - ロッテリア
  - パリバケット
  - オボントシラク
- ショッピング・娯楽
  - ロッテ百貨店、ロッテマート、ロッテスーパー
  - ロッテシネマ
  - ロッテワールド

### その他
- 公衆電話
- 自動販売機

など